# Julius Findeisen

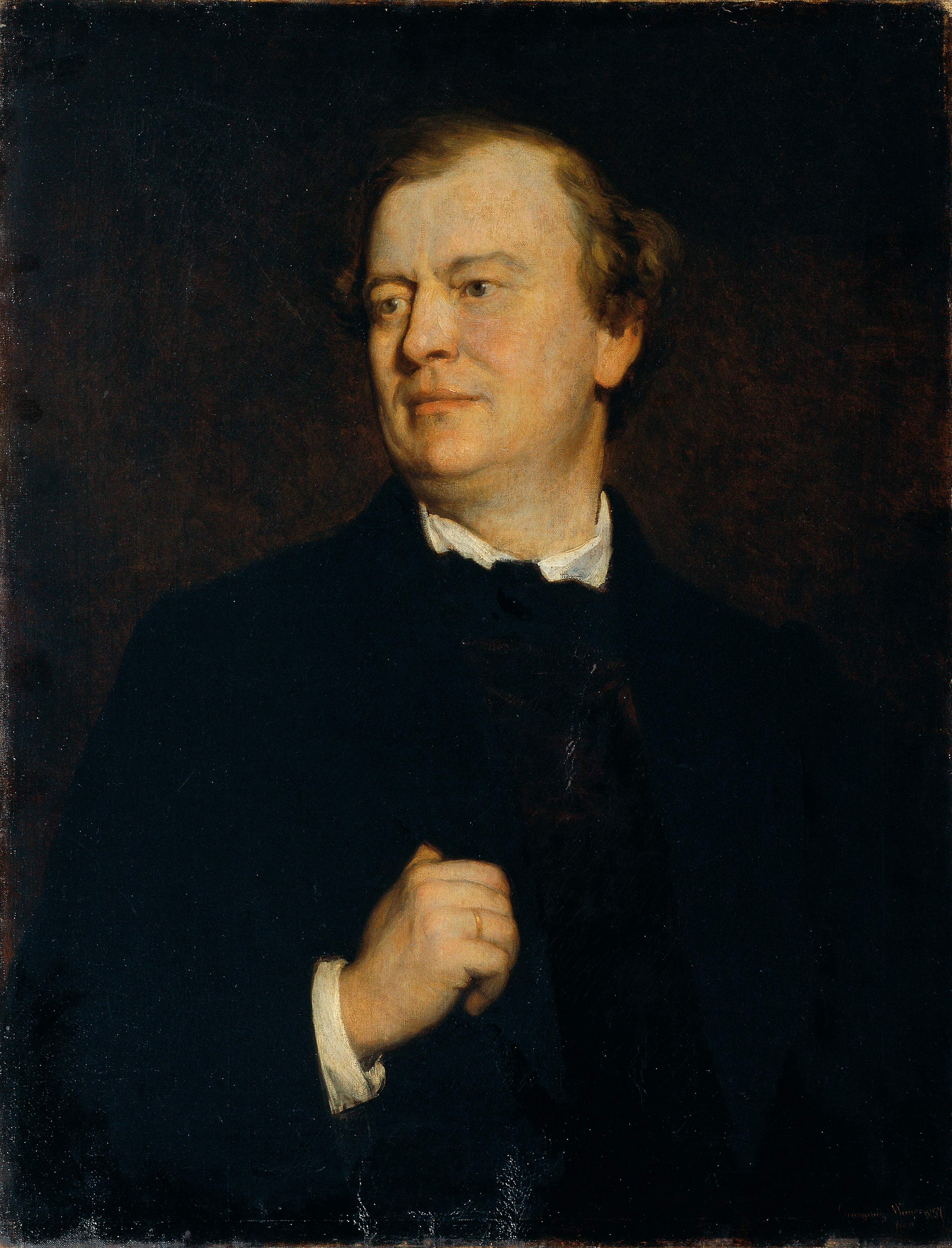
August Georg Mayer: Der Schauspieler Julius Findeisen

Julius Findeisen (* 3. Juni 1809 in Leipzig; † 13. März 1879 in Wien) war ein Dramatiker und Schauspieler.

## Leben
Findeisen debütierte 1826 als Schauspieler und ging im selben Jahr zur Bethmannschen Gesellschaft, die er auch später selbst leitete. Er spielte an größeren und kleineren Bühnen, bis er 1840 in Berlin am Königsstädtischen Theater engagiert wurde.
1842 kam er nach Wien zu Direktor Carl Carl, 1850 an das Theater an der Wien, nahm dann am Wiener Stadttheater eine Stellung als Materialverwalter an und erteilte, nachdem er dieses Amt niedergelegt hatte, dramatischen Unterricht. Zuletzt war er artistischer Beirat des Ringtheaters. Ein begabter Schauspieler im komischen Charakterfach, besaß Findeisen noch größere Fähigkeiten als Dramatiker. Manche seiner Possen wurden mit der Musik von Adolf Müller senior populär. Findeisens spätere Bühnenwerke weisen auf das erneuerte, weniger possenhafte Volksstück von Ludwig Anzengruber voraus.

## Werke
- Die Bräutigamsschau
- Fanny, die schieche Nuß
- Die Jugendsünde
- Der Schuster-Michel
- Die öffentliche Meinung, 1861
- Wie man’s treibt, so geht’s
- Ich bin ein Ehrenmann![1]